# Saison 20 de Grey's Anatomy
Chronologie
Saison 19 Saison 21
La saison 20 de la série télévisée Grey's Anatomy débute en mars 2024 et s'achève en mai 2024 sur le réseau américain ABC, avec un total de 10 épisodes.

## Généralités
Le 24 mars 2023, la vingtième saison a été officiellement commandée malgré le départ d'Ellen Pompeo qui joue Meredith Grey, personnage éponyme de la série, lors de la saison précédente. En effet, celle-ci a réduit drastiquement sa présence à l'écran lors de la saison 19, apparaissant dans seulement 8 épisodes mais effectuant cependant toutes les voix-off de la saison. Son hypothétique présence ainsi que la forme éventuelle de celle-ci dans cette vingtième saison reste pour l'instant sans réponse, cependant le changement de showrunner serait en faveur d'un retour d'Ellen Pompeo. Le 6 juin, Pompeo annonce au cours d'une interview croisée pour Variety en compagnie de Katherine Heigl, qui incarnait Izzie Stevens lors des 6 premières saisons, que Meredith Grey réapparaîtra dans plusieurs épisodes de la saison 20.
De plus, cette saison est marquée par un nouveau changement du côté des coulisses. En effet, Meg Marinis, une des productrices exécutives de la série devient la show runner de la saison 20. Elle remplace Krista Vernoff, celle-ci ayant pris la décision en janvier dernier de démissionner de Grey's Anatomy et de son spin-off Station 19. Vernoff avait succédé dans ce rôle à Shonda Rhimes, créatrice de la série, à partir de la saison 14 après le départ de cette dernière.
À la fin de la saison précédente, les contrats de plusieurs acteurs sont arrivés à leur terme, laissant ainsi la possibilité à ces acteurs d'en signer de nouveaux et ainsi prolonger leur présence à l'écran ou bien de choisir de quitter la série. C'est le cas notamment de Kevin McKidd, Kim Raver et Camilla Luddington qui sont arrivés à la fin de leur contrat qui couvraient les saisons 17, 18 et 19. Caterina Scorsone, qui interprète Amelia Shepherd, est également arrivée à la fin de son contrat au terme de la saison précédente. Le 18 mai, jour de diffusion du final de la saison précédente, il est annoncé que Chandra Wilson, James Pickens Jr., Kevin McKidd, Kim Raver, Camilla Luddington et Caterina Scorsone reprendraient leur rôle pour cette saison.
Kelly McCreary qui incarnait Maggie Pierce a pour sa part choisi de ne pas renouveler son contrat à la suite de la saison 19. Son personnage quitte la série juste avant la fin de la saison précédente.
La saison 20 démarre sa diffusion le 14 mars 2024 aux États-Unis sur le réseau américain ABC et le 19 mars 2025 en France sur TF1.

## Intrigues
Après être partie en trombe l'an passé, Meredith repense ses plans afin de soigner Alzheimer. Les internes sont sur la corde raide après la mort d'un patient et le sort de Teddy est révélé.

## Grève des scénaristes et des acteurs aux États-Unis
La production de la saison 20 va être impactée par la grève de la Writers Guild of America de 2023 (grève des scénaristes aux États-Unis) comme ce fut le cas lors de saison 4 de la série. La grève des scénaristes de 2007-2008 avait paralysé l'industrie télévisuelle durant 100 jours et avait eu comme conséquence un nombre réduit d'épisodes produits, seulement 17 contre les 24 à 25 normalement produits. La grève de 2023 a commencé le 1er mai, et s'est achevé après 146 jours le 25 septembre 2023. En parallèle des scénaristes, la SAG-AFTRA (grève des acteurs aux États-Unis) s'est également mise en grève à partir du 14 juillet 2023 et jusqu'à la mi-novembre. Les acteurs n'étaient pas entrés en grève depuis 1980 aux États-Unis et il s'agit de la première fois depuis 1960 que la grève concernent les acteurs et les scénaristes simultanément. La reprise officielle du tournage de la saison a commencé le 15 novembre 2023. En conséquence, la chaîne ABC qui diffuse la série a annoncé une diffusion de la saison 20 à la mi-saison soit en mars 2024 entraînant par conséquent une diminution du nombre d'épisodes produits, 10 au lieu de la vingtaine habituelle.

## Distribution

### Acteurs principaux
- Ellen Pompeo (VF : Céline Mauge) : Dr Meredith Grey (10/10 en voix off, 5/10 à l'écran)
- Chandra Wilson (VF : Zaïra Benbadis) : Dr Miranda Warren (10/10)
- James Pickens Jr. (VF : Thierry Desroses) :  Dr Richard Webber (10/10)
- Kevin McKidd (VF : Alexis Victor) : Dr Owen Hunt (10/10)
- Caterina Scorsone (VF : Elisabeth Ventura) : Dr Amélia Shepherd (10/10)
- Camilla Luddington (VF : Marie-Eugénie Maréchal) : Dr Josephine « Jo » Wilson (10/10)
- Kim Raver (VF : Juliette Degenne) : Dr Teddy Hunt (10/10)
- Jake Borelli (VF : Arnaud Laurent) : Dr Levi Schmitt (10/10)
- Chris Carmack (VF : Marc Arnaud) : Dr Atticus « Link » Lincoln (10/10)
- Anthony Hill (VF : Stanislas Forlani) : Dr Winston Ndugu (10/10)
- Alexis Floyd (VF : Aurélie Konaté) : Dr Simone Griffith (10/10)
- Harry Shum Jr (VF : Julien Rampon-Lamard) : Dr Benson « Blue » Kwan (10/10)
- Adelaide Kane (VF : Jessica Monceau) : Dr Jules Millin (10/10)
- Midori Francis (VF : Célia Asensio) : Dr Mika Yasuda (10/10)
- Niko Terho (VF : Pascal Nowak) : Dr Lucas Adams (10/10)

### Acteurs récurrents
- Debbie Allen (VF : Dominique Westberg) : Dr Catherine Fox (6 épisodes)
- Scott Speedman (VF : Jean-Pierre Michaël) : Dr Nick Marsh (4 épisodes)
- Jaicy Elliot (VF : Diane Kristanek) : Dr Taryn Helm (7 épisodes)
- Natalie Morales (VF : Olivia Luccioni) : Dr Monica Beltran (6 épisodes)
- Freddy Miyares  (VF: Eilias Changuel ): Dorian

### Invités
- Alex Landi (VF : Stéphane Fourreau) : Dr Nico Kim (épisode 3 )
- Jessica Capshaw (VF : Véronique Alycia) : Dr Arizona Robbins (épisode 4)
- Kelly McCreary (VF : Diane Dassigny) : Dr Maggie Pierce (épisode 9)
- Aniela Gumbs (VF : Kaycie Chase) : Zola Grey Shepherd (épisode 9)
- Dianne Doan (VF: Geneviève Doang): Molly Tran

### Invités deGrey's Anatomy: Station 19
- Jason George (VF : Denis Laustriat) : Ben Warren (épisodes 2, 4 à 6 et 10)
- Carlos Miranda (VF : Julien Allouf ) :Theo Ruiz (épisode 10)
- Stefania Spampinato (VF : Audrey Sourdive) : Carina DeLuca (épisode 7)

## Épisodes

### Épisode 1:De nouveaux rêves
- États-Unis /  Canada : 14 mars 2024 sur ABC / CTV
- Suisse : 6 octobre 2024 sur RTS 1
- Belgique : 14 mars 2025 sur RTL TVI
- France : 19 mars 2025 sur TF1

- États-Unis : 3,62 millions de téléspectateurs (première diffusion)

- Debbie Allen (Dr Catherine Fox)
- Scott Speedman (Dr Nick Marsh)
- Jaicy Elliot (Dr Taryn Helm)

### Épisode 2:Une équipe qui gagne
- États-Unis /  Canada : 21 mars 2024 sur ABC / CTV
- Suisse : 6 octobre 2024 sur RTS 1
- Belgique : 14 mars 2025 sur RTL TVI
- France : 19 mars 2025 sur TF1

- États-Unis : 3,50 millions de téléspectateurs (première diffusion)

- Jason George (Ben Warren)
- Jaicy Elliot (Dr Taryn Helm)

- Ellen Pompeo est uniquement présente en tant que voix off dans cet épisode.

### Épisode 3:Naviguer en eaux troubles
- États-Unis /  Canada : 28 mars 2024 sur ABC / CTV
- Suisse : 13 octobre 2024 sur RTS 1
- Belgique : 21 mars 2025 sur RTL TVI
- France : 26 mars 2025 sur TF1

- États-Unis : 3,26 millions de téléspectateurs (première diffusion)

- Debbie Allen (Dr Catherine Fox)
- Natalie Morales (Dr Monica Beltran)
- Alex Landi (Dr Nico Kim)

- Première apparition de Monica Beltran (Natalie Morales).

### Épisode 4:Une chance de survie
- États-Unis /  Canada : 4 avril 2024 sur ABC / CTV
- Suisse : 13 octobre 2024 sur RTS 1
- Belgique : 21 mars 2025 sur RTL TVI
- France : 26 mars 2025 sur TF1

- États-Unis : 3,23 millions de téléspectateurs (première diffusion)

- Jessica Capshaw (Dr Arizona Robins)
- Jason George (Ben Warren)
- Natalie Morales (Dr Monica Beltran)

- Jessica Capshaw fait son grand retour après presque six ans d'absence dans le rôle du Dr Arizona Robins. Sa dernière apparition remonte au 24e épisode de la saison 14,3 Mariages pour le prix d'un (diffusé le 17 mai 2018).
- Ellen Pompeo est uniquement présente en tant que voix off dans cet épisode.

### Épisode 5:La Soirée d'intégration/Ce sentiment de solitude
- États-Unis /  Canada : 11 avril 2024 sur ABC / CTV
- Suisse : 20 octobre 2024 sur RTS 1
- Belgique : 28 mars 2025 sur RTL TVI
- France : 2 avril 2025 sur TF1

- États-Unis : 3,25 millions de téléspectateurs (première diffusion)

- Scott Speedman (Dr Nick Marsh)
- Jason George (Ben Warren)
- Jaicy Elliot (Dr Taryn Helm)

### Épisode 6:Leçon de bien-être
- États-Unis /  Canada : 2 mai 2024 sur ABC / CTV
- Suisse : 20 octobre 2024 sur RTS 1
- Belgique : 28 mars 2025 sur RTL TVI
- France : 2 avril 2025 sur TF1

- États-Unis : 2,92 millions de téléspectateurs (première diffusion)

- Debbie Allen (Dr Catherine Fox)
- Natalie Morales (Dr Monica Beltran)
- Jason George (Ben Warren)
- Jaicy Elliot (Dr Taryn Helm)

- Ellen Pompeo est uniquement présente en tant que voix off dans cet épisode.

### Épisode 7:Petits secrets entre amies
- États-Unis /  Canada : 9 mai 2024 sur ABC / CTV
- Suisse : 27 octobre 2024 sur RTS 1
- Belgique : 4 avril 2025 sur RTL TVI
- France : 9 avril 2025 sur TF1

- États-Unis : 3,07 millions de téléspectateurs (première diffusion)

- Stefania Spampinato (Dr Carina DeLuca)

- Ellen Pompeo est uniquement présente en tant que voix off dans cet épisode.

### Épisode 8:Du sang, de la sueur et des larmes
- États-Unis /  Canada : 16 mai 2024 sur ABC / CTV
- Suisse : 27 octobre 2024 sur RTS 1
- Belgique : 4 avril 2025 sur RTL TVI
- France : 9 avril 2025 sur TF1

- États-Unis : 2,75 millions de téléspectateurs (première diffusion)

- Natalie Morales (Dr Monica Beltran)
- Debbie Allen (Dr Catherine Fox)
- Jaicy Elliot (Dr Taryn Helm)

- Ellen Pompeo est uniquement présente en tant que voix off dans cet épisode.

### Épisode 9:Changement de cap radical
- États-Unis /  Canada : 23 mai 2024 sur ABC / CTV
- Suisse : 3 novembre 2024 sur RTS 1
- Belgique : 11 avril 2025 sur RTL TVI
- France : 16 avril 2025 sur TF1

- États-Unis : 3,02 millions de téléspectateurs (première diffusion)

- Kelly McCreary (Dr Maggie Pierce)
- Debbie Allen (Dr Catherine Fox)
- Natalie Morales (Dr Monica Beltran)
- Scott Speedman (Dr Nick Marsh)
- Jaicy Elliot (Dr Taryn Helm)
- Aniela Gumbs (Zola Grey Shepherd)

- L'actrice Kelly McCreary (Maggie Pierce) revient le temps d'un épisode en tant qu'invité. En effet elle avait quitté le casting principal à la fin de la saison précédente.

### Épisode 10:Seattle en flammes
- États-Unis /  Canada : 30 mai 2024 sur ABC / CTV
- Suisse : 10 novembre 2024 sur RTS 1
- Belgique : 11 avril 2025 sur RTL TVI
- France : 16 avril 2025 sur TF1

- États-Unis : 3,48 millions de téléspectateurs (première diffusion)

- Jason George (Ben Warren)
- Carlos Miranda (Theo Ruiz)
- Debbie Allen (Dr Catherine Fox)
- Scott Speedman (Dr Nick Marsh)
- Natalie Morales (Dr Monica Beltran)
- Jaicy Elliot (Dr Taryn Helm)
- Dianne Doan (Molly Tran)

- Il s'agit de la deuxième partie d'un double cross-over avec la saison 7 de Station 19, commencé avec l'épisode 9 Le Grand Incendie et conclu par l'épisode 10 Penser à demain, final du spin-off.